# Long Riston
Long Riston es una localidad situada en la autoridad unitaria de East Riding of Yorkshire, Inglaterra (Reino Unido). Según el censo de 2021, tiene una población de 1000 habitantes.
Está ubicada al este de la región de Yorkshire y Humber, cerca de la costa del mar del Norte y del estuario del Humber.